# Junge Tat

Logo der Jungen Tat

Die Junge Tat ist eine rechtsextreme politische Gruppierung in der Deutschschweiz, die seit 2020 besteht.

## Ziele und Mitglieder
Die Junge Tat stellt sich selber als Teil der Identitären Bewegung dar und wird der Neuen Rechten zugeordnet. Ihr Logo ist die Tīwaz-Rune, ein Siegessymbol. Die Junge Tat ist der jugendliche Ableger der Nationalen Aktionsfront (NAF), die geistige Führerschaft haben die rechtsextremen Organisationen Blood and Honour und Combat 18.
Die Mitglieder sind sehr jung und halten ihre Identität teilweise geheim. Öffentlich treten Tobias Lingg und Manuel Corchia in Erscheinung und gehören zu den führenden Köpfen der Jungen Tat. Im März 2022 schätzten recherchierende Journalisten die Grösse der Gruppe auf 20 Mitglieder.

## Geschichte
Als direkter Vorgänger der Jungen Tat gilt die Gruppe «Eisenjugend», welche 2020 mit dem 19-jährigen Wortführer «Eszil» in Erscheinung trat. Sie habe sich an eine amerikanische Gruppe mit dem Namen Iron Youth angelehnt. Mit antisemitischen Aufklebern wollte sich die Gruppe schon damals «verteidigen» gegen den auch von der Jungen Tat vertretenen «Mythos, wonach eine Elite in einer grossangelegten Verschwörung die weisse Bevölkerung in Europa und den USA durch andere Bevölkerungsgruppen – etwa Migranten – ersetzen» wolle. Die Schweiz sollte demgegenüber im Sinne der Eisenjugend in einen Staat von Weissen verwandelt werden. Auf einem Telegram-Kanal wurden Texte vorgelesen «aus einem dunklen Winkel des Internets», so der Tages-Anzeiger, einer der Texte stamme von Heinrich Himmler 1944, er fasse «das Grauen in seiner kränksten Form zusammen». Ferner sei James Mason als «Heiliger» dargestellt worden. Es gab Kontakte zur Gruppe «Nationalistische Jugend Schweiz», welche mit der Neonazi-Kameradschaft Nationale Aktionsfront (NAF) verbandelt war. Bei Eszil waren im August 2020 von der Polizei Schusswaffen beschlagnahmt worden, im Januar 2021 wurden sechs Mitglieder vorübergehend verhaftet, nachdem sie eine Online-Kulturveranstaltung der Jüdischen Liberalen Gemeinschaft der Stadt Zürich gestört hatten.
Im November 2020 wurde in einem Video mit Bezügen zum Nationalsozialismus, zur Identitären Bewegung und zur Neuen Rechten der Name Junge Tat und deren Symbol verwendet.
Zu diesem Zeitpunkt im Januar 2021 galt die Eisenjugend gemäss Eigenangabe als aufgelöst, ebenso ihre Partnergruppe Nationalistische Jugend Schweiz. Die Mitglieder beider Gruppen gründeten neu die Gruppe Junge Tat. Im Mai 2021 wurden Mitglieder der Jungen Tat bei einem Ausflug in das Freilichtmuseum Ballenberg von linken Aktivisten überraschend angegriffen. Eszil wurde ein Finger gebrochen, hingegen schrieben laut Tages-Anzeiger die «Opfer» des Tages auch stolz davon, dass der «Kampf der Vater aller Dinge» sei. Teilnehmer der Jungen Tat stammten nun in mindestens zwei Fällen aus St. Gallen oder dem Wallis, darunter auch Frauen. Bei einer weiteren Wanderung der Jungen Tat in der Region Basel riefen extreme Linke nochmals zu Gewalt auf, die Polizei verhinderte ein Zusammentreffen.
2021 nahm die Junge Tat in Sempach an einer der grössten Zusammenkünfte von Neonazis in der Schweiz teil und stellte mit Eszil den Hauptredner; das zeigt laut Journalisten und dem Rechtsextremismus-Forscher Damir Skenderovic die Bedeutung im Netzwerk der «Nationalen Aktionsfront».
Im März 2023 wurde die Gruppe und die Frage nach der von ihr ausgehenden Gefahr Inhalt einer Interpellation aus dem eidgenössischen Parlament. Im Mai 2023 wurden die Aktivitäten der Jungen Tat im Jahresbericht des Nachrichtendienstes erwähnt; bis 2019 wurden jeweils mehrere rechte Gruppen im NDB-Bericht genannt. Seit drei Jahren sei nur noch die Junge Tat explizit aufgeführt worden. Laut Xavier Dufour benutzt die Junge Tat ganz bewusst ein Symbol des Dritten Reichs als Erkennungszeichen.
2024 wurden sechs Mitglieder der Jungen Tat per Strafbefehl zu Geldstrafen und Bussen verurteilt, sie waren unter anderem in Störaktionen im Jahr 2022 während eines Pride-Gottesdienstes und einer Drag-Vorlesung für Kinder verwickelt. Je nachdem bei welchen Ereignissen die Beschuldigten mitgewirkt hatten, kamen verschiedene Straftatbestände zur Anwendung, unter anderem Rassendiskriminierung, Störung der Glaubens- und Kultusfreiheit, Landfriedensbruch, Vergehen gegen das Sprengstoffgesetz, Nötigung, Sachbeschädigung, Hausfriedensbruch sowie Abhören und Aufnehmen fremder Gespräche. Bei den beiden vorbestraften Gründern und Anführern der Gruppierung sind die Strafuntersuchungen noch nicht abgeschlossen. Die Beschuldigten erhoben Einsprache gegen die Strafbefehle.
Unter anderem Correctiv recherchierte im Dezember 2024 zu einem Treffen in Kloten mit dem AfD-Bundestagsabgeordneten Roger Beckamp und der brandenburgischen AfD-Landtagsabgeordneten Lena Kotré, das von der Jungen Tat organisiert, offen beworben, aber abgeschirmt worden sei. Mit von der Partie waren neben erneut einem Mitglied der Jungen SVP auch der «Mass-Voll»-Aktivist Nicolas Rimoldi.
In zuvor geleakten Aufnahmen hatte der AfD-Berater und Rechtsextremist Erik Ahrens angegeben, den Aufbau von Wehrsportgruppen nach Vorbild der Jungen Tat als Teil einer Strategie zur Erlangung der Macht in Deutschland zu verfolgen.
Im April 2025 übte die Junge Tat bei einem Treffen im Berner Oberland laut SRF «die gewaltsame Konfrontation im Rahmen eines Demonstrationstrainings». Laut Junger Tat wird die Gruppe an Demonstrationen immer wieder angegriffen. Das Training fand im Rahmen eines «Aktivistenwochenendes» statt, rund 40 überwiegend männliche Personen nahmen teil, darunter auch deutsche Rechtsextremisten.
Im Juni 2025 störte die Junge Tat einen Anlass am SVP-Fraktionsausflug auf dem Rütli mit Banner, Rauchpetarde und Megafon-Sprechgesang. Ausser der rechtsextremen Parole «Remigration» war nichts zu verstehen. An einem Felsen hing ein Banner mit der Aufschrift «Remigration». Eine Drohne im Wald, die Flugblätter über den Gästen abwerfen sollte, stürzte ab und blieb in einer Baumkrone hängen. Urheberin der Aktion war die «Vision Remigration», eine Kampagne der Jungen Tat. Die SVP bezeichnete die Störaktion als «bedauerlich», sie zeuge in jedem Fall von mangelndem Demokratieverständnis.

## Verbindungen zur Jungen SVP
Bereits 2022 berichtete unter anderem die WOZ, dass ein ehemaliges Vorstandsmitglied der Jungen SVP des Kantons St. Gallen bei der Jungen Tat aktiv sei. Mittlerweile war er jedoch aus der Partei ausgetreten.
2023 wurde bekannt, dass Führungspersonen der Jungen SVP Verbindungen zur Jungen Tat haben, was eine Kontroverse in der Jungpartei und in der breiteren Schweizer Politik auslöste.
Der Eisenjugend-Sprecher Eszil wurde zu einem unbekannten Zeitpunkt Mitglied der Jungen SVP Thurgau, wurde dort aber im November 2023 ausgeschlossen. Im März 2024 organisierte die Junge Tat einen Vortrag des Rechtsextremisten Martin Sellner, der unterbrochen wurde, wobei Sellner polizeilich weggewiesen wurde. Der Präsident der Aargauer Jungen SVP solidarisierte sich mit Sellner, hatte aber auch schon im Oktober 2023 geschrieben, dass man ehrlicherweise anerkennen müsse, dass «die Junge Tat inhaltlich die exakt gleichen Inhalte anspricht wie wir». Ehemalige Parteileitungsmitglieder forderten seinen umgehenden Rücktritt.

## Dokumentation
- Kurt Pelda, Nicolas Fäs, Adrian Panholzer, Boris Gygax: Doku mit verdeckten Aufnahmen. Das geheime rechtsextreme Netzwerk der Schweiz. (Video, 37 Min.) In: Tages-Anzeiger. 19. März 2022 (speziell zur Jungen Tat ab ca. 18:50 Min.).
- Wie gefährlich ist die rechtsextreme Organisation «Junge Tat»? In: SRF.ch, 11. April 2024 (mit Audio, 16 Min.).
- Die «Junge Tat» – Zwischen Rassismus und Meinungsfreiheit. In: SRF.ch, 24. März 2025 (Video, 34 Min.).